# Лікарське (зупинний пункт)
Лі́карське — пасажирський залізничний зупинний пункт Сумської дирекції Південної залізниці на лінії Білопілля — Баси.
Розташований поблизу села Лікарське Сумського району Сумської області між станціями Амбари (5 км) та Головашівка (3 км).
На платформі зупиняються приміські поїзди.